# Serdar Hüseyin Yıldırım
Serdar Hüseyin Yıldırım (né en 1961) est un homme politique et ingénieur turc. Il a été nommé le 6 août 2019 en tant que premier administrateur de l'Agence spatiale turque,.

## Biographie
Serdar Hüseyin Yıldırım est né en 1961 à Üsküdar, à Istanbul. Il est originaire de Rize.
Il est diplômé du Kadıköy Anadolu Lisesi (en) et a étudié dans le département Ingénierie et technologie spatiale de l'Université technique d'Istanbul.
Il continue ses études à l'Université technique de Berlin en 1980, Yıldırım est diplômé de la Faculté des sciences des transports, Département des sciences de l'aviation et de l'espace.
Entré dans l'industrie aéronautique en 1989, Yıldırım est parti à l'étranger après avoir travaillé pendant 12 ans dans diverses compagnies aériennes et a travaillé comme consultant de projet dans divers pays. Yıldırım a également enseigné la « gestion des compagnies aériennes » pendant cinq ans à la Kadir Has University (en),.
Alors qu'il avait auparavant accusé les États-Unis de détenir des satellites militaires capables de projeter des barres de titane de 10 m sur Terre, pouvant s'enfoncer de 5km dans le sol (une forme classique de frappe orbitale cinétique) étant susceptible de provoquer des tremblements de terre (une arme sismique), il précise que les effets d'une telle arme sont plutôt comparables à celui d'un impact de météorite et qu'elle ne pourrait pas déclencher un tremblement de terre comme ceux qui ont touché la Turquie et Syrie en 2023 mais seulement détruire une petite ville.